# Индустријска зона Вја Беато Франческо Марини (Козенца)
Индустријска зона Вја Беато Франческо Марини је насеље у Италији у округу Козенца, региону Калабрија.
Према процени из 2011. у насељу је живело 18 становника. Насеље се налази на надморској висини од 206 м.